# Инцидент Альфа
«Инцидент Альфа» (англ. The Alpha Incident) (также известен под названиями «Инопланетный инцидент» (англ. The Alien Incident) и «Подарок с красной планеты» (англ. Gift from a Red Planet) — американский научно-фантастический фильм ужасов 1978 года режиссёра Билла Ребейна. Главные роли исполнили Ральф Микер и Джордж Флауэр.

## Сюжет
С Марса на Землю возвращается космический зонд, на борту которого находится смертельно опасный микроорганизм, способный уничтожить все живое на Земле. Микроорганизм, перевозимый по железной дороге через всю страну, вырывается наружу, когда любопытный сотрудник поезда осматривает груз. В результате вся железнодорожная станция оказывается на карантине вместе с правительственным биологом доктором Соренсеном.
Те, кто оказался в ловушке, ждут, пока другие правительственные ученые найдут лекарство, стараясь при этом не заснуть - сон провоцирует развитие микроорганизма, и именно в это время вирус поражает жертву. Во время сна болезнь вызывает опухоль мозга, которая разбухает вплоть до того, что проламывает череп.
Несмотря на то, что лекарство было найдено, правительственные агенты решают всех убить, в целях сокрытия информации.

## В ролях
| Актёр              | Роль            |
| ------------------ | --------------- |
| Ральф Микер        | Чарли           |
| Стэффорд Морган    | доктор Соренсен |
| Джон Ф. Гофф       | Джек Тиллер     |
| Карол Айрин Ньюэлл | Дженни          |
| Джордж Флауэр      | Хэнк            |
| Пол Бенцен         | доктор Фаррелл  |
| Джон Олдермен      | доктор Роджерс  |
| Рэй Шманда         | руководитель    |
| Лоуренс Рипп       | караульный      |
| Гарри Юстос        | Элвин           |

## Производство
Сценаристом фильма выступила Ингрид Ноймайер, двоюродная сестра режиссёра Билла Ребейна. Она же написала сценарий и к следующему фильму Ребейна «Пленение Бигфута» (1979). По данным журнала Boxoffice, в 1977 году Ребейн анонсировал ещё два фильма ужасов по сценарию Ноймайер под названием «Маготы» (англ. The Maggots) и «Удар по разуму» (англ. Mind Blower), которые, по-видимому, так и не были сняты.
Студия The Shooting Ranch, где снимались интерьеры, принадлежала режиссеру Биллу Ребейну. В финальных титрах фильма выражается благодарность городу Томагавк и округу Линкольн за сотрудничество. Возможно, что съёмки вокзала и поездов проходили именно там, поскольку железнодорожных путей вблизи Глисона, где располагалась студия не было. Она была снесена в 1980-х годах.
Во время съёмок фильма был использован вертолёт Hughes TH-55 Osage. Первый полет вертолёта состоялся в октябре 1956 года, а производство прекратилось в 1983 году.

## Релиз
Первый предварительный показ фильма прошел в городе Грин-Бей, штат Висконсин 5 октября 1977 года. Официальная премьера состоялась 24 мая 1978 года в Мандане, штат Северная Дакота.
Фильм впервые был выпущен на DVD компанией Mill Creek Entertainment 30 августа 2005 года в составе сборника Chilling Classics: 50 Movie Pack. 15 августа 2006 года фильм был выпущен компанией Digital 1 Stop в составе сборника Nightmare Worlds: 50 Movie Pack. В 2007 и 2008 годах компания Mill Creek четырежды переиздавала фильм в составе различных крупных сборников. 24 августа 2010 года фильм был выпущен в составе многофильмового сборника компанией Tnt Media Group. 21 сентября того же года компания Synergy Entertainment впервые выпустила фильм в качестве самостоятельного издания.

## Критика
После выхода на экраны «Инцидент Альфа» получил в основном отрицательные отзывы. Алан Джонс из Radio Times поставил фильму отрицательную оценку — 1 из 5 звезд, назвав его «[чрезмерно] болтливой несерьезной басней». Дэн Будник из Bleeding Skull также раскритиковал фильм за «излишнюю болтливость», а также за недописанность и неправдоподобность персонажей и медлительный темп фильма, а также он сравнил фильм с «Ночью живых мертвецов» (1968) Джорджа Ромеро. Но при всех своих недостатках фильм показался Буднику вполне достойным на фоне всей остальной фильмографии режиссёра. На своем сайте Fantastic Movie Musings and Ramblings Дэйв Синделар аналогичным образом критикует несимпатичных персонажей фильма, взаимодействие которых «повторяется и утомляет». Синделар также критикует плохую игру актёров и диалоги. Он тоже сравнивает фильм с такими картинами как «Ночь живых мертвецов», «Штамм „Андромеда“» (1971) и «Крадущаяся рука» (1963). В «Энциклопедии научной фантастики» отмечается, что режиссёр Ребейн известен своими малобюджетными фильмами, и этот фильм не является ни лучшим, ни худшим из них.